# Marcel Chauvigné
Marcel Chauvigné (24. september 1911 - 2. juli 1972) var en fransk roer, født i Nantes.
Chaugvigné vandt bronze i firer med styrmand ved OL 1936 i Berlin, sammen med brødrene Marcel og Fernand Vandernotte, sidstnævntes søn Noël Vandernotte (styrmand), samt Jean Cosmat. Der deltog i alt 16 lande i disciplinen, hvor Tyskland og Schweiz vandt henholdsvis guld og sølv foran den franske båd. Det var det eneste OL han deltog i.
Chauvigné vandt desuden en EM-sølvmedalje i firer med styrmand ved EM 1934 i Luzern, Schweiz.

## OL-medaljer
- 1936:  Bronze i firer med styrmand